# ハンドボールウクライナ女子代表
ハンドボールウクライナ女子代表はウクライナハンドボール連盟（ウクライナ語：Федерація гандболу України，略称：FHU）によって編成されるウクライナの女子ハンドボールナショナルチームである。欧州ハンドボール連盟(EHF)に所属する。

## 成績

### オリンピック
- 2004年 - 3位

### 世界選手権
- 1995年：9位
- 1997年：予選敗退
- 1999年：13位
- 2001年：18位
- 2003年：4位
- 2005年：10位
- 2007年：13位
- 2009年：17位
- 2011年：予選敗退
- 2013年：

### 欧州選手権
- 1994年：11位
- 1996年：9位
- 1998年：7位
- 2000年：2位
- 2002年：12位
- 2004年：6位
- 2006年：13位
- 2008年：10位
- 2010年：12位
- 2012年：